# Omhunique Browne
Omhunique Browne (ur. 14 sierpnia 1994) – lekkoatletka reprezentująca Saint Kitts i Nevis specjalizująca się w biegu na 100 metrów i 200 metrów. Na Mistrzostwach Ameryki Środkowej i Karaibów 2013 odpadła w eliminacjach biegu na 200m. W biegu na 100m awansowała do finału, gdzie zajęła 6. miejsce. Na Mistrzostwach Panamerykańskich Juniorów 2013 zdobyła brązowy medal w biegu na 200 metrów. Jej rekordem życiowym w biegu na 100 metrów jest 11,45s uzyskany 5 lipca 2013 w Morelii w Meksyku, a w biegu na 200 metrów 23,44s uzyskany 24 sierpnia 2013 w Medellín w Kolumbii.

## Osiągnięcia
| Rok  | Impreza                                  | Miejsce  | Konkurencja        | Lokata      | Wynik |
| ---- | ---------------------------------------- | -------- | ------------------ | ----------- | ----- |
| 2013 | Mistrzostwa Ameryki Środkowej i Karaibów | Morelia  | Bieg na 100 metrów | 6. miejsce  | 11,68 |
| 2013 | Mistrzostwa Ameryki Środkowej i Karaibów | Morelia  | Bieg na 200 metrów | 10. miejsce | 23,86 |
| 2013 | Mistrzostwa Panamerykańskie Juniorów     | Medellín | Bieg na 200 metrów | 3. miejsce  | 23,48 |